# Federación Española de Rugby
Die Federación Española de Rugby (FER) ist der nationale Sportverband für Rugby Union und Siebener-Rugby in Spanien. Der im Jahr 1923 gegründete Verband hat seinen Sitz in Madrid. Seit 1988 vertritt er Spanien beim Weltverband World Rugby und seit 1934 beim Kontinentalverband Rugby Europe.

## Aufgabe
Die Federación Española de Rugby stellt die Spanien vertretenden Nationalmannschaften, einschließlich der für die Männer (Los Leones), Frauen (Las Leonas) und Jugend, zusammen. Daneben organisiert der Verband das Kinder- und Jugend-Rugby in Spanien. Kinder und Jugendliche werden bereits in der Schule an den Rugbysport herangeführt und je nach Interesse und Talent beginnt dann die Ausbildung. Zu diesem Zweck hat der Verband ein aus mehreren Modulen bestehendes Konzept entwickelt, das von Sportlehrern auf der Grund- und Sekundarstufe angewendet werden kann. Wie andere Rugbynationen verfügt Spanien über eine U-20-Nationalmannschaft, die an den entsprechenden Europa- und Weltmeisterschaften teilnimmt. Ebenso ist die Federación Española de Rugby verantwortlich für die spanische Siebener-Rugby-Nationalmannschaft und da Siebener-Rugby eine olympische Sportart ist, arbeitet sie hier mit dem Comité Olímpico Español zusammen. Neben den von Rugby Europe und World Rugby organisierten Varianten Rugby Union und Siebener-Rugby ist der spanische Verband auch für Rugby League, Tag Rugby, Touch Rugby und Beachrugby zuständig.
Der Verband organisiert auch den nationalen Spielbetrieb. Die höchste Rugby-Union-Liga in Spanien ist die halbprofessionelle División de Honor de Rugby mit zwölf Mannschaften und der wichtigste Pokalwettbewerb ist der Copa del Rey de Rugby. Allerdings ziehen es zahlreiche Spieler wegen der besseren finanziellen Möglichkeiten vor, für Vereine in Frankreich oder anderen westeuropäischen Ländern zu spielen. In Spanien tätige Nationalspieler gehören meist der professionellen Mannschaft Castilla y Leon Iberians an, die seit 2021 am Rugby Europe Super Cup teilnimmt. Nur eine Saison lang, von 2009 bis 2010, bestand die Profiliga Superibérica de Rugby.
Die Federación Española de Rugby richtet auch regelmäßig internationale Turniere aus. So waren sie Gastgeber der Frauen-Rugby-Union-Weltmeisterschaft im Jahr 2002.

## Geschichte
Die Federación Española de Rugby wurde 1923 gegründet und trat 1988 dem International Rugby Football Board (IRFB; heute World Rugby) bei. Die Federación Española de Rugby war außerdem im Jahr 1934 Gründungsmitglied des Kontinentalverbandes Fédération internationale de rugby amateur (FIRA; heute Rugby Europe). Von 1934 bis 1941 besaß die Region Katalonien eine eigene Nationalmannschaft, deren Verband ebenfalls der FIRA angehörte.

## Logo
Das Logo der Federación Española de Rugby zeigt einen Löwen, der sich auf einem Rugbyball stützt, mit dem Schriftzug España Rugby darunter.